# Пинковичи
Пи́нковичи (бел. Пíнкавічы) — деревня в Пинском районе Брестской области Белоруссии. Административный центр Пинковичского сельсовета. Население — 3902 человека (2019).

## Административное устройство
24 сентября 1998 года деревня Пинковичи исключена из состава Оснежицкого сельсовета и включена в состав Пинковичского сельсовета. 

## География
Пинковичи находятся в 7 км к северо-востоку от города и железнодорожной станции Пинск по линии Брест-Гомель. Деревня стоит на левом берегу реки Пина, на автодороге Р8 Пинск-Лунинец. Соседние деревни Вишевичи, Высокое и Почапово.
Находятся ландшафтные заказники республиканского значения «Средняя Припять» и «Простырь».

## История
Поселение старинное, первое письменное упоминание относится к 1499 году. В конце XV века деревня была хозяйским селом в составе Пинского княжества. В 1499 году Пинковичи упоминаются в привилее великого князя литовского Александра в выслугу Андреевичам. В 1528 году деревня была владениями Курцевичей, потомков пинского князя Михаила Константиновича (жил в первой половине XV века). С 1560-х годов село входило в состав Пинского повета Берестейского воеводства ВКЛ, являлось дворянской собственностью. В это время упоминается как земельное владение Войцеховичей (1561), Татьяны Сопяжанки и Сокола Войны. В XVII веке — имение подкомория пинского Николая Ельского, потом — Огинских. С 1759 года деревня перешла в собственность полоцкого коменданта Бжастовского, в конце XVIII века — Скирмунтов.
В 1793 году после второго раздела Речи Посполитой Пинковичи вошли в состав Российской империи, деревня входила в состав Пинского уезда.
В 1830 году была построена деревянная Покровская православная церковь, также в конце XIX веке в селе была возведена ещё одна церковь, Ильинская, также из дерева. В 1863 году была открыта школа, в 1904—1906 годах в ней работал учителем Якуб Колас. В 1962 году в здании бывшей школы был открыт литературно-этнографический музей имени Я. Коласа.
Согласно Рижскому мирному договору (1921) деревня вошла в состав межвоенной Польши, с 1939 года в составе БССР. В октябре 1934 года Пинковичи в ходе научной экспедиции посетила Луиза Арнер Бойд, всемирно известная исследовательница, член Американского географического общества. В 1960-х годах была разобрана Ильинская церковь.

## Население

### Численность
- 2019 год — 3 902 жителей

### Динамика
- 2019 год — 3 902 жителей (перепись населения)

## Инфраструктура
Средняя школа имени Якуба Коласа, детский сад, библиотека, фельдшерско-акушерский пункт, неврологический интернат, физкультурно-спортивное учреждение.

## Культура
- Центр творчества детей и молодёжи
- Народный литературно-краеведческий музей имени Якуба Коласа (ул. Школьная)[8]
- Музей ГУО «Пинковичская средняя школа имени Якуба Коласа» Пинского района
- 24 апреля 2023 года праздник "Велікодныя веснавыя карагоды"[9]. Центральным событием праздника является реконструкция обряда "Традыцыі веснавых карагодаў на Вялікдзень, Правадны тыдзень і Провады зімы". В 2020 году его включили в список нематериального историко-культурного наследия Беларуси[10].

## Достопримечательности
- Православная Покровская церковь[11]. Построена в 1830 году, памятник деревянного зодчества. Церковь включена в Государственный список историко-культурных ценностей Республики Беларусь[12] —  Историко-культурная ценность Республики Беларусь, шифр 112Г000580
- Братская могила советских воинов и партизан[6][13]
- Здание бывшей школы, где в 1904-1906 гг. работал Якуб Колас. В 1990 г. здесь образован литературно-краеведческий музей имени Якуба Коласа
- Музей имени Якуба Коласа и мемориальная доска писателю на стене музея[6]
- Большой православный крест у шоссе Пинск — Лунинец.[14]
- Каплица

### Памятник, скульптура
- Памятный знак в честь экспедиции Луизы Арнер Бойд (2016)[15]. Расположен на территории литературно-краеведческого музея имени Якуба Коласа.

### Памятник природы, заказник
- Памятник природы — «Колодец Якуба Коласа»

### Утраченное наследие
- Церковь Святого Ильи
- Часовня
- Здание управы Пинковичской гмины Пинского повета, также размещалась Пинковичская детская библиотека

## Галерея

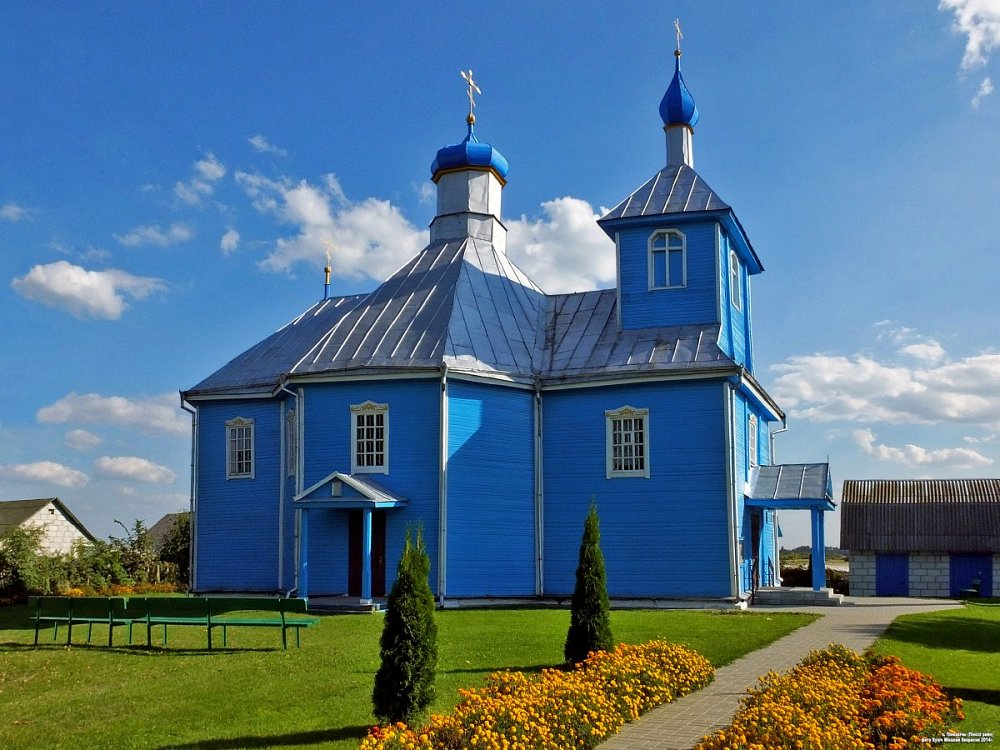
Свято-Покровская церковь
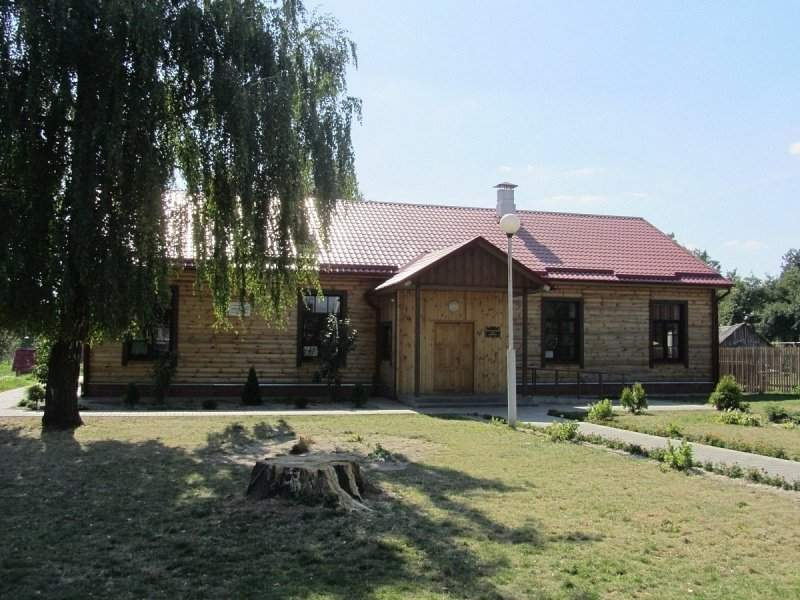
Литературно-краеведческий музей имени Якуба Коласа
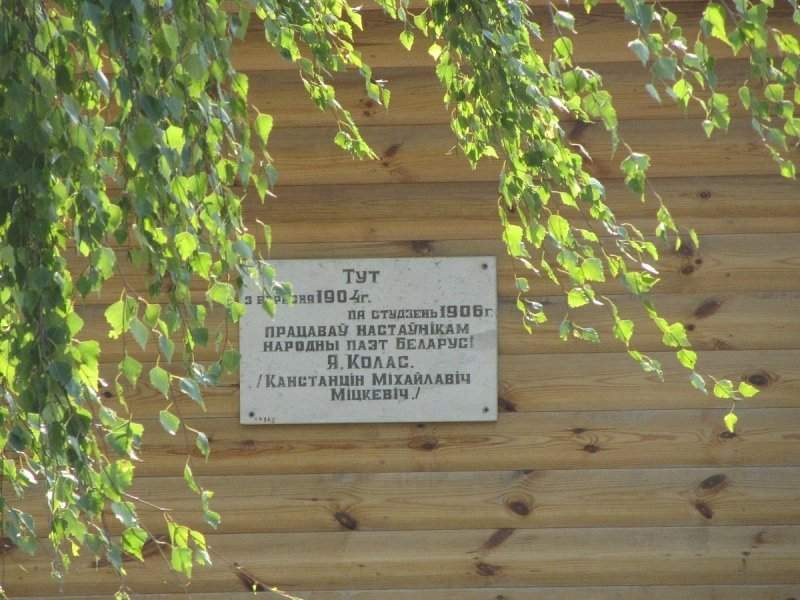
Литературно-краеведческий музей имени Якуба Коласа
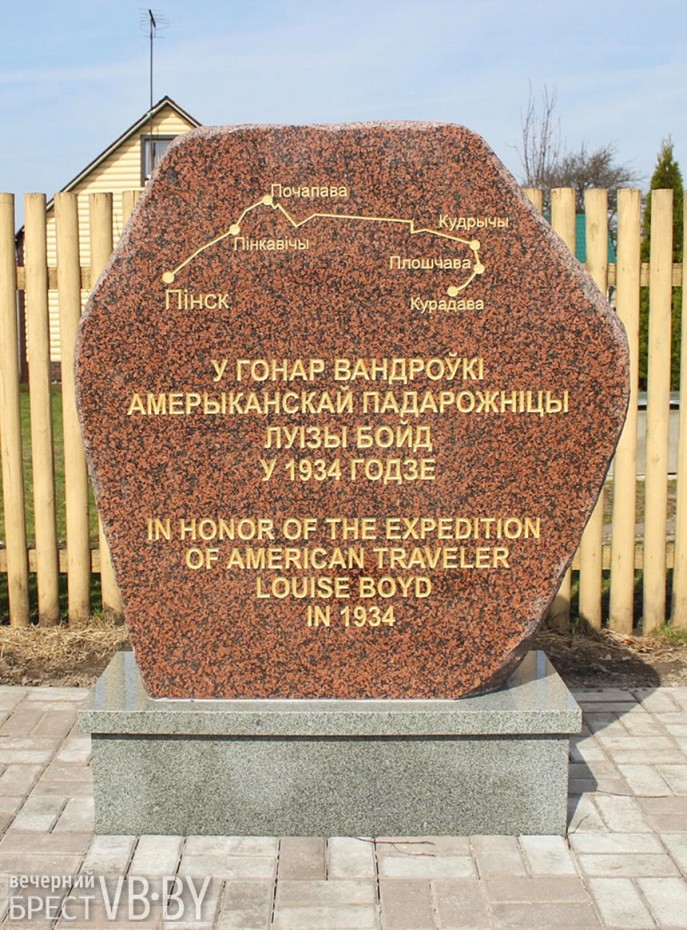
Памятный знак в честь экспедиции Луизы Арнер Бойд